# Гериот
Гериот (англ. heriot; др.-англ. here-geatwa) — в средневековых Англии и Шотландии плата лично-зависимого крестьянина своему феодалу при вступлении в наследство после смерти отца, обычно в виде лучшей головы скота.
Практика взимания платы за вступление в наследство крестьянина существовала ещё в англосаксонский период. Её истоки, вероятно, лежат в процессе формирования феодально-зависимых категорий крестьян: когда разорившийся свободный земледелец переходил под покровительство сеньора, последний предоставлял ему земельный надел, некоторый сельскохозяйственный инвентарь и скот для обзаведения хозяйством, за что крестьянин обязывался выполнять определённые отработочные повинности. После смерти такого крестьянина его имущество переходило сеньору. О существовании такой практики в Англии в отношении гебуров в начале XI века свидетельствует свод законов «Rectitudines Singularum Personarum». В случае, если феодал разрешал наследование имущества и прав на надел сыном умершего крестьянина, он забирал себе лучшую голову скота. 
В англосаксонский период гериот не являлся платежом исключительно лично-зависимых категорий крестьянства. Законы Кнуда фиксировали размеры гериота также для военно-служилой прослойки тэнов и хускерлов. Так для королевских тэнов гериот был установлен в виде передачи королю четырёх коней, двух мечей, четырёх копий и щитов, шлема, панциря и 50 манкусов серебра. После нормандского завоевания Англии термин гериот стал применяться исключительно к платежам при наследовании имущества зависимых крестьян, тогда как для платы, взимаемой при наследовании рыцарских ленов, стал использоваться французский термин рельеф. В Шотландии первые упоминания о практике уплаты гериота относятся к XII веку.
В XII—XIII веках уплата гериота стала одной из главных характеристик зависимого крестьянина (виллана в Англии, хазбендмена в Шотландии), резко обозначающей его социальный статус как несвободного земледельца. Постепенно натуральная форма уплаты гериота в виде головы скота трансформировалась в денежную, размер которой сильно варьировался в зависимости от продуктивности крестьянского надела и соглашений с феодалом. Иногда землевладельцы устанавливали гериот и при предоставлении земель в держание лично свободным людям, стремясь ограничить право распоряжения арендуемыми участками. 
Рудименты обычая взимания гериота сохранились и в английском земельном праве нового времени, вплоть до XIX века: держание копигольда также иногда сопровождалось необходимостью передачи лучшей головы скота крестьянина землевладельцу при наследовании участка. Английский историк Дж. Дж. Коултон зафиксировал случай, когда приобретя один земельный участок на праве копигольда, лорд Ротшильд в конце XIX века был вынужден немедленно выкупить его в собственность, поскольку после смерти Ротшильда землевладелец имел право требовать лучшего коня из его богатой конюшни, который мог стоить более двадцати тысяч фунтов.